# James Ussher
James Ussher, también escrito como James Usher (latinizado, Jacobus Usserius) (Dublín, 4 de enero de 1581-Reigate, 21 de marzo de 1656), fue un reconocido arzobispo de Armagh.
Ussher nació en Dublín (Irlanda), en una rica familia angloirlandesa.

## Cronología de Ussher
En 1650 Ussher escribió el libro Los anales del mundo para apoyar la idea de que la verdadera iglesia de Dios era la Iglesia Nacional de Inglaterra (actualmente Iglesia anglicana) respecto a su separación de la Iglesia de Roma. Basándose en la Biblia, hizo una estimación del número de generaciones y de la duración media de la vida humana, para afirmar que Enrique VIII, (rey de Inglaterra en el momento en que sucedió la separación de la Iglesia de Roma), era descendiente de Adán por la línea directa de la primogenitura desde Set, y así tener un mejor argumento contra la Iglesia de Roma que reclamaba ser la verdadera iglesia por afirmar que ellos venían por tradición desde Pedro; entonces, si Roma venía desde Pedro, la Iglesia de Inglaterra venia desde Adán por línea directa desde Set. Para ello se valió de las principales figuras bíblicas entre Adán y Eva y el nacimiento de Jesucristo y varios hechos históricos. Como consecuencia de su estudio, dedujo fechas "exactas" para ciertos eventos:
- Creación de la Tierra: «el anochecer previo al domingo 23 de octubre» (o sea, el sábado 22 de octubre a las 18:00) del 4004 a. C..
- Expulsión de Adán y Eva del Paraíso: el lunes 10 de noviembre de 4004 a. C.
- Final del Diluvio Universal (el arca de Noé se posa sobre el monte Ararat): el miércoles 5 de mayo del 2348 a. C.

El efecto de verosimilitud generado por su aparente precisión le dio una gran credibilidad entre sus contemporáneos, unida al hecho de que esta cronología se escribiera al pie de las ediciones inglesas de la Biblia.

## Obras
- 1650: Annales veteris testamenti, a prima mundi origine deducti (‘Anales del «Antiguo testamento», que deducen los orígenes primeros del mundo’).
- 1654: Annalium pars postierior (parte siguiente de los anales), continuación del anterior.
- De graeca septuaginta interpretum versione.

- Datos: Q333481
- Multimedia: James Ussher / Q333481